# نسبت فاصله

دوم بزرگ سه‌حدی ۹:۸.

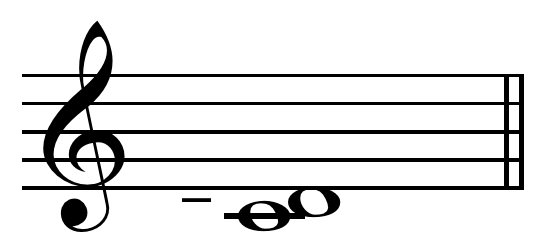
لحن مینور پنج‌حدی ۱۰:۹.

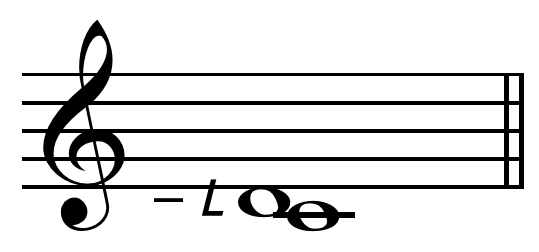
دوم بزرگ هفتم هفت‌حدی ۸:۷.

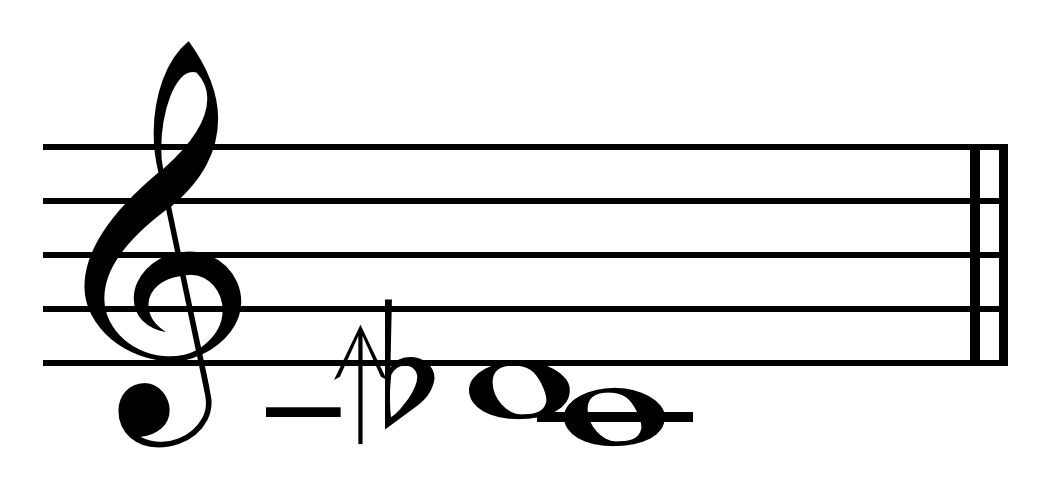
دوم بی‌طرف یازده‌تایی بزرگ یازده‌حدی ۱۱:۱۰.

در موسیقی، نسبت فاصله (انگلیسی: Interval ratio)، نسبتی است از بسامدهای زیرایی در فواصل موسیقایی. برای نمونه این نسبت در پنجم درست و در نظام کوک خالص، ۳:۲ برابر ۱٫۵ است () و می‌تواند به صورت تقریبی، برابر پنجم درست در اعتدال مساوی، که برابر ۲۷/۱۲ (حدود ۱٫۴۹۸) است، باشد (.) اگر بسامد نت لای بالای دو، برابر ۴۴۰ هرتز باشد، پنجم درست بالای آن نیز برابر می (۴۴۰*۱٫۵=) ۶۶۰ هرتز خواهد بود در حالی‌که در اعتدال مساوی، ۶۵۹٫۲۵۵ هرتز خواهد شد. 